# Села при Шумберку
Села при Шумберку (словен. Sela pri Šumberku) је насељено место у општини Требње, регија Југоисточна Словенија, Словенија.

## Историја
До територијалне реорганизације у Словенији била су у саставу старе општине Требње.

## Становништво
У попису становништва из 2011. године, Села при Шумберку су имала 126 становника.
| Број становника према пописима | Број становника према пописима | Број становника према пописима |
| ------------------------------ | ------------------------------ | ------------------------------ |
| 1991                           | 2002                           | 2011                           |
| 102                            | 100                            | 126                            |

## Галерија
- улаз у насеље
- цркве Св. Катарине Александријске на старом граду
- рушевине старог града Шумберка, црква и крст